# Sergio Zampetti
(Peter Maag)
Sergio Zampetti (Milano, 1971 – Saronno, 16 ottobre 2014) è stato un flautista italiano.

## Biografia
Dopo aver ottenuto il titolo accademico in flauto presso il Conservatorio "Giuseppe Verdi" di Como si perfezionò con Mauro Scappini, Andrea Griminelli e Alain Marion. Negli anni del Conservatorio approfondì anche Composizione e Musica corale e direzione di coro (diplomandosi in quest'ultima).
Ricoprì il ruolo di Primo Flauto in alcune Orchestre fino al 2002: da quell'anno dedicandosi esclusivamente all'attività solistica e didattica. Si esibì in numerose cornici culturali italiane, quali il Mozartfest, gli Amici della Musica di Milano, la Società dei Concerti a Milano, Serate Musicali a Milano, l'Autunno Musicale di Como, Musica a Palazzo Reale di Milano ed altre.
Si esibì nei maggiori teatri e sale concertistiche italiane ed estere: Carnegie Hall a New York, Hermann Hesse Gymnasium di Calw, Teatro Monplaisir di Lione, Teatro di Strasburgo, Komaba Eminence Hall e Bunka Kaikan di Tokyo, Sala Verdi del Conservatorio di Milano. Si esibì con la collaborazione della Mariinsky Chamber Orchestra, dell'Orchestra Città di Ravenna, dei Musici Estensi, dell'Orchestra de Nevers.
Suonò e incise per la Rai, per la Rtsi, per Mediaset e per la Radio Italiana di New York. Incise CD per Phoenix e Jecklin, tra cui un CD per flauto e pianoforte accompagnato da Aldo Ciccolini: questo CD è stato presentato come Evento dalla Libreria Feltrinelli di Milano (unico per la musica classica).
Nel 2007 per CityRecords viene pubblicato il CD "Live", legato ad un progetto di divulgazione musicale. Nel 2008 esce un nuovo CD per "La bottega discantica".
Nel 2004 ideò il progetto “Evviva la musica” che porta la musica classica nelle scuole (dalle elementari alle superiori) attraverso concerti divulgativi.
Nel 2007 divenne Direttore artistico della Stagione musicale "I suoni dal tempo" presso le Pievi della Lunigiana.
Si esibì in numerosi paesi (Stati Uniti, Germania, Turchia, Francia, Svizzera, Giappone, Malesia e molti altri). Con il fratello Claudio Zampetti, pianista e compositore, formò il Duo Zampetti, affermandosi nel mondo musicale. Molti compositori scrissero espressamente per il Duo (Boccadoro, Pennesi, Vinay, Vacca).
Diresse, assieme al fratello Claudio, la Scuola di Musica "Il Fabbro Armonioso" a Saronno.

## Hanno detto di lui
(Corriere della Sera,  gennaio 2004)
(America Today, giugno 2004)

## Composizioni e rielaborazioni per flauto
1. Chant Magique per flauto e pianoforte
2. Valzer blu per flauto e pianoforte
3. Cadenze per il Concerto di Mozart K 314
4. Cadenza per l'Andante di Mozart K 315
5. Mozart/Grieg/Zampetti Sonata K 545
6. Quattro pezzi facili (2014): 1) Siciliana; 2) Scompigliando e scarpinando; 3) La luna traslucida i sogni; 4) Il sole beve la rugiada